# الزائرة (فلم)
الزائرة فيلم مصري تم إنتاجه عام 1972، من إخراج هنري بركات وبطولة نادية لطفي ومحمود ياسين وعماد حمدي وعادل أدهم.

## تمثيل
- نادية لطفي
- محمود ياسين
- عماد حمدي
- عادل أدهم
- نادية ارسلان
- هالة شوكت

## روابط خارجية
- مقالات تستعمل روابط فنية بلا صلة مع ويكي بيانات